# آرکولا (پنسیلوانیا)
آرکولا (به انگلیسی: Arcola) یک منطقهٔ مسکونی در ایالات متحده آمریکا است که در شهرستان مونتگومری، پنسیلوانیا واقع شده است. آرکولا ۳۱٫۰۹ متر بالاتر از سطح دریا واقع شده است.